# Gyaritus cinnamomeus
Gyaritus cinnamomeus là một loài bọ cánh cứng trong họ Cerambycidae.